# Torre Perret (Grenoble)
La Torre Perret (in francese Tour Perret), chiamata anche torre d'orientamento (in francese Tour d'Orientation), è una torre d'osservazione in cemento armato che si trova al centro del Parco Paul Mistral di Grenoble. È la più antica torre in cemento armato d'Europa. Dal 1998 è riconosciuta tra i Monumenti storici francesi.
Costruita dai fratelli Auguste e Gustave Perret nel 1925 per l'Esposizione Internazionale della Houille Blanche come torre d'osservazione per permettere al pubblico di orientarsi durante l'Esposizione internazionale e ammirare le montagne circostanti, è stato a lungo un punto panoramico accessibile a tutti, oggi chiuso per degrado. La torre è attualmente in restauro e dovrebbe riaprire alla fine del 2022. La torre ha un'altezza di 95 metri ed è di forma ottagonale.